# Космель, Даниэль
Даниэль Космель (словац. Daniel Kosmeľ; 16 октября, 1974 года, Наместово, Чехословакия) — словацкий футболист, полузащитник.

## Карьера
Воспитанник команды из Наместово. На серьезном уровне впервые сыграл в Чехии, а в элите дебютировал в Польше в клубе "Рух" из Радзёнкува. После возвращения на родину футболист неплохо проявил себя в "Жилине", с которой дважды подряд становился чемпионом страны. Летом 2004 году хавбек на время приезжал в Россию. Во втором круге первенства он выступал за команду Первого дивизиона "Динамо" (Брянск). Позднее Космель много лет играл за братиславские команды "Слован" и "Интер". Завершал свою карьеру в низших лигах.

## Достижения
- Чемпион Словакии (2): 2002/2003, 2003/2004.
- Обладатель Кубка Словакии (1): 2009/2010.
- Обладатель Суперкубка Словакии (1): 2004.